# Підгородна (річка)
Підгородна (інші назви — Підгородня, Черніївка) — річка в Україні, у Івано-Франківському районі Івано-Франківської області. Права притока Бистриці-Надвірнянської (басейн Дністра).

## Опис
Довжина 16,2 км.
Протікає селами Черніїв та Хриплин.
Назва виникла шляхом субстантивації та онімізації прикметника підгородна, що означає «та, яка протікає під городами — земельними ділянками».